# T-Home Cup de 2009
A T-Home Cup de 2009 foi a primeira edição deste torneio amistoso futebolístico realizado nos dias 18 e 19 de julho, na Veltins-Arena, em Gelsenkirchen. Esta edição, disputada por quatro equipes: Bayern de Munique, Hamburgo, Schalke 04 e Stuttgart, foi conquistada pelo Hamburgo que derrotou o Stuttgart na decisão.

## Participantes
Os participantes desta edição estão listados a seguir:
- Bayern de Munique
- Hamburgo
- Schalke 04
- Stuttgart

## Confrontos
Cada jogo foi composto por dois tempos de trinta minutos.
|  | Semifinais        | Semifinais  |   |             | Final             | Final |  |
|  |                   |             |   |             |                   |       |  |
|  | 18 de julho       |             |   |             |                   |       |  |
|  | Schalke 04        | 0           |   |             |                   |       |  |
|  | Stuttgart         | 1           |   |             |                   |       |  |
|  |                   |             |   |             |                   |       |  |
|  |                   |             |   |             | 19 de julho       |       |  |
|  |                   |             |   |             | Stuttgart         | 0     |  |
|  |                   | Hamburgo    | 3 |             |                   |       |  |
|  |                   |             |   |             |                   |       |  |
|  |                   |             |   |             |                   |       |  |
|  |                   |             |   |             | Terceiro lugar    |       |  |
|  | 18 de julho       | 18 de julho |   | 19 de julho | 19 de julho       |       |  |
|  | Bayern de Munique | 0           |   | Schalke 04  | 1                 |       |  |
|  | Hamburgo          | 1           |   |             | Bayern de Munique | 2     |  |

### Semifinais
Todos os jogos estão no horário local (UTC+1)
| 18 de julho | Schalke 04 | 0 – 1     | Stuttgart | Veltins-Arena, Gelsenkirchen            |
| 16:45       |            | Relatório | Rudy 49'  | Público: 34 350 Árbitro: Guido Winkmann |

| 18 de julho | Bayern de Munique | 0 – 1     | Hamburgo       | Veltins-Arena, Gelsenkirchen               |
| 18:35       |                   | Relatório | Trochowski 55' | Público: 34 350 Árbitro: Thorsten Kinhöfer |

### Disputa do terceiro lugar
Todos os jogos estão no horário local (UTC+1)
| 19 de julho | Schalke 04   | 1 – 2     | Bayern de Munique             | Veltins-Arena, Gelsenkirchen            |
| 16:45       | Altıntop 29' | Relatório | Breno 13' · Höwedes 26' (g.c) | Público: 34 350 Árbitro: Guido Winkmann |

### Final
Todos os jogos estão no horário local (UTC+1)
| 19 de julho | Stuttgart | 0 – 3     | Hamburgo                                 | Veltins-Arena, Gelsenkirchen               |
| 18:35       |           | Relatório | Benjamin 25' · Pitroipa 28' · Petrić 58' | Público: 34 350 Árbitro: Thorsten Kinhöfer |